# 85 лет Харьковской области
85 лет Харьковской области (укр. 85 років Харківській області) — юбилейная монета номиналом 5 гривен, выпущенная Национальным банком Украины, посвящённая одному из крупнейших промышленных, экономических и культурных центров Украины, центров высшего образования и науки — Харьковской области, расположенной на северо-востоке Украины.
Монета введена в обращение 12 декабря 2017. Она относится к серии «Области Украины».

## Описание и характеристика
| Номинал грн. | Металл                  | Масса, г | Диаметр, мм | Качество изготовления     | Гурт                 | Тираж, штук |
| ------------ | ----------------------- | -------- | ----------- | ------------------------- | -------------------- | ----------- |
| 5            | никелевый сплав, нордик | 9,4      | 28,0        | специальный анциркулейтед | рифление по секторам | 35 000      |

### Аверс
На аверсе монеты размещены: вверху — малый Государственный Герб Украины; по кругу надписи: «НАЦІОНАЛЬНИЙ БАНК УКРАЇНИ» (вверху), «П’ЯТЬ ГРИВЕНЬ» (внизу); справа — логотип Банкнотно-монетного двора Национального банка Украины; в центре — композиция, символизирующая область: белокаменное здание Шаровского дворца неоготического стиля конца XIX в., в которой указан год чеканки монеты — «2017», справа — стилизованный трактор, слева — одна из визитных карточек Харькова фонтан «Зеркальная струя», внизу — пшеница и подсолнечник.

### Реверс
На реверсе монеты изображён герб области, по кругу размещены надписи: «ХАРКІВСЬКА ОБЛАСТЬ» (вверху), «ЗАСНОВАНА У 1932 РОЦІ» (внизу).

## Авторы
- Художник — Иваненко Святослав.
- Скульптор — Иваненко Святослав.

## Цена монеты
При вводе монеты в обращение в 2017 году, Национальный банк Украины реализовал монету через свои филиалы по цене 40 гривен.
Фактическая приблизительная стоимость монеты, с годами менялась так:
| Год        | 2018 | 2019 | 2020 |
| ---------- | ---- | ---- | ---- |
| Цена, грн. | 140  |      |      |